# جون أريكسون (راكب الكنو)
جون أريكسون هو راكب الكنو سويدي، ولد في 10 مارس 1978.

## وصلات خارجية
- يوحنا أريكسون على موقع أوليمبيديا (الإنجليزية)
- يوحنا أريكسون على موقع اللجنة الأولمبية السويدية (السويدية)